# Car Dymitr Samozwaniec
Car Dymitr Samozwaniec (tytuł alternatywny: Demetrios) – polski niemy dramat historyczny z 1921 roku. Film nie zachował się do dziś.
Scenariusz filmu w luźny sposób nawiązywał do dramatu Borys Godunow Aleksandra Puszkina. Zdjęcia kręcono w plenerach Bydgoszczy (Wieża Bismarcka, Wyspa Młyńska, park miejski), Włocławka i Krakowa.

## Obsada
- Franciszek Brodniewicz - Zygmunt III Waza
- Józef Karbowski - Dymitr Samozwaniec I
- Lia Fein - Maryna Mniszchówna
- Stanisława Karbowska
- Antoni Siemaszko
- Władysław Pietruszyński
- Maksymilian Hauschild - Nieznajomy
- Wiktoria Elertowicz
- Franciszek Burski